# Saison 2024 de l'équipe cycliste Soudal Quick-Step
La saison 2024 de l'équipe Soudal Quick-Step est la vingt-deuxième de cette équipe.

## Coureurs et encadrement technique

### Effectif
| Coureur               | Date de Nais.     | Nationalité        | Équipe en 2023                 | Vict. | Cont.             | Maillot dist.      |
| --------------------- | ----------------- | ------------------ | ------------------------------ | ----- | ----------------- | ------------------ |
| Julian Alaphilippe    | 11 juin 1992      | France             | Soudal Quick-Step              | 3     | 01/2014 - 12/2024 |                    |
| Kasper Asgreen        | 8 février 1995    | Danemark           | Soudal Quick-Step              | 0     | 04/2018 - 12/2024 |                    |
| Ayco Bastiaens        | 3 juin 1996       | Belgique           | Alpecin-Deceuninck Development | 0     | 01/2024 - 12/2025 |                    |
| Mattia Cattaneo       | 25 octobre 1990   | Italie             | Soudal Quick-Step              | 0     | 01/2020 - 12/2025 |                    |
| Josef Černý           | 11 mai 1993       | République tchèque | Soudal Quick-Step              | 0     | 01/2021 - 12/2025 |                    |
| Remco Evenepoel       | 25 janvier 2000   | Belgique           | Soudal Quick-Step              | 9     | 01/2019 - 12/2026 | - Contre-la-montre |
| Gil Gelders           | 16 décembre 2002  | Belgique           | Soudal Quick-Step Devo         | 0     | 01/2024 - 12/2025 |                    |
| Jan Hirt              | 21 janvier 1991   | République tchèque | Soudal Quick-Step              | 0     | 01/2023 - 12/2024 |                    |
| Antoine Huby          | 19 janvier 2002   | France             | Vendée U                       | 0     | 01/2024 - 12/2025 |                    |
| James Knox            | 4 novembre 1995   | Grande-Bretagne    | Soudal Quick-Step              | 0     | 01/2018 - 12/2025 |                    |
| Yves Lampaert         | 10 mai 1991       | Belgique           | Soudal Quick-Step              | 1     | 01/2015 - 12/2025 |                    |
| Luke Lamperti         | 31 décembre 2002  | États-Unis         | Trinity Racing                 | 1     | 01/2024 - 12/2025 |                    |
| Mikel Landa           | 13 décembre 1989  | Espagne            | Bahrain Victorious             | 0     | 01/2024 - 12/2025 |                    |
| William Junior Lecerf | 15 octobre 2002   | Belgique           | Soudal Quick-Step Devo         | 1     | 01/2024 - 12/2026 |                    |
| Paul Magnier          | 14 avril 2004     | France             | Trinity Racing                 | 8     | 01/2024 - 12/2026 |                    |
| Fausto Masnada        | 6 novembre 1993   | Italie             | Soudal Quick-Step              | 0     | 08/2020 - 12/2024 |                    |
| Tim Merlier           | 30 octobre 1992   | Belgique           | Soudal Quick-Step              | 16    | 01/2023 - 12/2025 | - Route            |
| Gianni Moscon         | 20 avril 1994     | Italie             | Astana Qazaqstan               | 0     | 01/2024 - 12/2024 |                    |
| Casper Pedersen       | 15 mars 1996      | Danemark           | Soudal Quick-Step              | 0     | 01/2023 - 12/2026 |                    |
| Pepijn Reinderink     | 4 mai 2002        | Pays-Bas           | Soudal Quick-Step Devo         | 0     | 01/2024 - 12/2025 |                    |
| Pieter Serry          | 21 novembre 1988  | Belgique           | Soudal Quick-Step              | 0     | 01/2013 - 12/2025 |                    |
| Martin Svrček         | 17 février 2003   | Slovaquie          | Soudal Quick-Step              | 0     | 07/2022 - 12/2025 |                    |
| Bert Van Lerberghe    | 29 septembre 1992 | Belgique           | Soudal Quick-Step              | 0     | 01/2020 - 12/2025 |                    |
| Ilan Van Wilder       | 14 mai 2000       | Belgique           | Soudal Quick-Step              | 0     | 11/2021 - 12/2025 |                    |
| Warre Vangheluwe      | 23 juillet 2001   | Belgique           | Soudal Quick-Step Devo         | 2     | 01/2024 - 12/2025 |                    |
| Mauri Vansevenant     | 1er juin 1999     | Belgique           | Soudal Quick-Step              | 1     | 07/2020 - 12/2026 |                    |
| Louis Vervaeke        | 6 octobre 1993    | Belgique           | Soudal Quick-Step              | 0     | 01/2022 - 12/2025 |                    |
| Jordi Warlop          | 4 juin 1996       | Belgique           | Soudal Quick-Step Devo         | 0     | 01/2024 - 12/2025 |                    |

### Encadrement technique
| Poste                          | Identité                                                                                                 |
| ------------------------------ | --- |
| Manager général                | Patrick Lefevere                                                                                         |
| Directeur sportif              | Wilfried Peeters                                                                                         |
| Assistants directeurs sportifs | Davide Bramati, Dries Devenyns, Geert Van Bondt, Iljo Keisse, Kevin Hulsmans, Klaas Lodewyck, Tom Steels |

## Champions nationaux, continentaux et mondiaux
| Date              | Course                                                   | Maillot | Coureurs        | Pays     | Lieu    |
| ----------------- | -------------------------------------------------------- | ------- | --------------- | -------- | ------- |
| 12 septembre 2024 | Championnats d'Europe - Contre-la-montre en relais mixte |         | Mattia Cattaneo | Belgique | Hasselt |
| 15 septembre 2024 | Championnats d'Europe - Course en ligne                  |         | Tim Merlier     | Belgique | Hasselt |
| 22 septembre 2024 | Championnats du Monde - Contre-la-montre individuel      |         | Remco Evenepoel | Suisse   | Zurich  |

## Classement UCI par équipes
Le classement UCI par équipes se calcule en comptabilisant les points des 20 meilleurs coureurs de l'équipe. Ce classement est calculé avec les points acquis lors de l'année civile. Au terme d'une période de trois ans (2023-2025), les dix-huit meilleures équipes recevront une licence World Tour pour la prochaine période (2026-2028).
| Classement UCI (par équipes) au 20 octobre 2024. | Classement UCI (par équipes) au 20 octobre 2024. | Classement UCI (par équipes) au 20 octobre 2024. | Classement UCI (par équipes) au 20 octobre 2024. | Classement UCI (par équipes) au 20 octobre 2024. |
| #                                                | Équipe                                           | 2024                                             | Diff.                                            |                                                  |
| ------------------------------------------------ | ------------------------------------------------ | ------------------------------------------------ | ------------------------------------------------ | ------------------------------------------------ |
| 1                                                | UAE Team Emirates                                | 37407,60                                         | -                                                |                                                  |
| 2                                                | Team Visma-Lease a Bike                          | 20427,98                                         | 16979,62                                         |                                                  |
| 3                                                | Soudal Quick-Step                                | 18153,97                                         | 2274,01                                          |                                                  |
| 4                                                | Lidl-Trek                                        | 17989,00                                         | 164,97                                           |                                                  |
| 5                                                | Red Bull-Bora-Hansgrohe                          | 16894,33                                         | 1094,67                                          |                                                  |
| 6                                                | Decathlon AG2R La Mondiale                       | 15930,84                                         | 963,39                                           |                                                  |
| 7                                                | Ineos Grenadiers                                 | 15547,97                                         | 382,87                                           |                                                  |
| 8                                                | Alpecin-Deceuninck                               | 15020,00                                         | 527,97                                           |                                                  |
| 9                                                | Lotto Dstny                                      | 12579,29                                         | 2440,71                                          |                                                  |
| 10                                               | Groupama-FDJ                                     | 12357,00                                         | 222,29                                           |                                                  |
| 11                                               | Israel-Premier Tech                              | 11723,33                                         | 633,67                                           |                                                  |
| 12                                               | EF Education-EasyPost                            | 11594,95                                         | 128,38                                           |                                                  |
| 13                                               | Movistar Team                                    | 10879,00                                         | 715,95                                           |                                                  |
| 14                                               | Jayco AlUla                                      | 10625,30                                         | 253,70                                           |                                                  |
| 15                                               | Intermarché-Wanty                                | 9915,00                                          | 710,30                                           |                                                  |
| 16                                               | Team dsm-firmenich PostNL                        | 9646,63                                          | 268,37                                           |                                                  |
| 17                                               | Bahrain Victorious                               | 9547,16                                          | 99,47                                            |                                                  |
| 18                                               | Uno-X Mobility                                   | 8938,67                                          | 608,49                                           |                                                  |
| 19                                               | Arkéa-B&B Hotels                                 | 8735,00                                          | 203,67                                           |                                                  |
| 20                                               | Cofidis                                          | 7889,84                                          | 845,16                                           |                                                  |
| 21                                               | Astana Qazaqstan Team                            | 6563,24                                          | 1326,60                                          |                                                  |
| 22                                               | Tudor Pro Cycling Team                           | 5753,33                                          | 809,91                                           |                                                  |

| Liste des vingt coureurs marquant des points pour le classement UCI par équipes 2024. | Liste des vingt coureurs marquant des points pour le classement UCI par équipes 2024. | Liste des vingt coureurs marquant des points pour le classement UCI par équipes 2024. |
| #                                                                                     | Coureur                                                                               | Points                                                                                |
| ------------------------------------------------------------------------------------- | ------------------------------------------------------------------------------------- | ------------------------------------------------------------------------------------- |
| 1                                                                                     | Remco Evenepoel                                                                       | 6072,57                                                                               |
| 2                                                                                     | Tim Merlier                                                                           | 2407,00                                                                               |
| 3                                                                                     | Mikel Landa                                                                           | 2097,00                                                                               |
| 4                                                                                     | Julian Alaphilippe                                                                    | 1699,71                                                                               |
| 5                                                                                     | Mauri Vansevenant                                                                     | 1055,00                                                                               |
| 6                                                                                     | Ilan Van Wilder                                                                       | 997,57                                                                                |
| 7                                                                                     | Paul Magnier                                                                          | 636,71                                                                                |
| 8                                                                                     | Luke Lamperti                                                                         | 626,00                                                                                |
| 9                                                                                     | Jan Hirt                                                                              | 551,00                                                                                |
| 10                                                                                    | Kasper Asgreen                                                                        | 420,00                                                                                |
| 11                                                                                    | William Junior Lecerf                                                                 | 335,00                                                                                |
| 12                                                                                    | Mattia Cattaneo                                                                       | 281,57                                                                                |
| 13                                                                                    | Martin Svrček                                                                         | 254,71                                                                                |
| 14                                                                                    | Yves Lampaert                                                                         | 236,57                                                                                |
| 15                                                                                    | Gil Gelders                                                                           | 99,71                                                                                 |
| 16                                                                                    | Casper Pedersen                                                                       | 98,57                                                                                 |
| 17                                                                                    | Warre Vangheluwe                                                                      | 88,71                                                                                 |
| 18                                                                                    | Louis Vervaeke                                                                        | 81,57                                                                                 |
| 19                                                                                    | Antoine Huby                                                                          | 65,00                                                                                 |
| 20                                                                                    | Josef Černý                                                                           | 50,00                                                                                 |
| TOTAL                                                                                 | TOTAL                                                                                 | 18153,97                                                                              |

| Classement UCI (par équipes) pour les années 2023 et 2024. | Classement UCI (par équipes) pour les années 2023 et 2024. | Classement UCI (par équipes) pour les années 2023 et 2024. | Classement UCI (par équipes) pour les années 2023 et 2024. | Classement UCI (par équipes) pour les années 2023 et 2024. | Classement UCI (par équipes) pour les années 2023 et 2024. |
| #                                                          | Équipe                                                     | 2023                                                       | 2024                                                       | Total                                                      | Diff.                                                      |
| ---------------------------------------------------------- | ---------------------------------------------------------- | ---------------------------------------------------------- | ---------------------------------------------------------- | ---------------------------------------------------------- | ---------------------------------------------------------- |
| 1                                                          | UAE Team Emirates                                          | 30963,18                                                   | 37407,60                                                   | 68370,78                                                   | -                                                          |
| 2                                                          | Team Visma-Lease a Bike                                    | 29654,45                                                   | 20427,98                                                   | 50082,43                                                   | 18288,35                                                   |
| 3                                                          | Soudal Quick-Step                                          | 18702,85                                                   | 18153,97                                                   | 36856,82                                                   | 13225,61                                                   |
| 4                                                          | Lidl-Trek                                                  | 16054,45                                                   | 17989,00                                                   | 34043,45                                                   | 2813,37                                                    |
| 5                                                          | Ineos Grenadiers                                           | 17760,93                                                   | 15547,97                                                   | 33308,90                                                   | 734,55                                                     |
| 6                                                          | Red Bull-Bora-Hansgrohe                                    | 13325,13                                                   | 16894,33                                                   | 30219,46                                                   | 3089,44                                                    |
| 7                                                          | Alpecin-Deceuninck                                         | 14519,25                                                   | 15020,00                                                   | 29539,25                                                   | 680,21                                                     |
| 8                                                          | Groupama-FDJ                                               | 14834,51                                                   | 12357,00                                                   | 27191,51                                                   | 2347,74                                                    |
| 9                                                          | Lotto Dstny                                                | 14112,83                                                   | 12579,29                                                   | 26692,12                                                   | 499,39                                                     |
| 10                                                         | Bahrain Victorious                                         | 15787,81                                                   | 9547,16                                                    | 25334,97                                                   | 1357,15                                                    |
| 11                                                         | Decathlon AG2R La Mondiale                                 | 9096,00                                                    | 15930,84                                                   | 25026,84                                                   | 308,13                                                     |
| 12                                                         | EF Education-EasyPost                                      | 11818,69                                                   | 11594,95                                                   | 23413,64                                                   | 1613,20                                                    |
| 13                                                         | Movistar Team                                              | 10989,53                                                   | 10879,00                                                   | 21868,53                                                   | 1545,11                                                    |
| 14                                                         | Israel-Premier Tech                                        | 10022,00                                                   | 11723,33                                                   | 21745,33                                                   | 123,20                                                     |
| 15                                                         | Jayco AlUla                                                | 10737,65                                                   | 10625,30                                                   | 21362,95                                                   | 382,38                                                     |
| 16                                                         | Intermarché-Wanty                                          | 10492,28                                                   | 9915,00                                                    | 20407,28                                                   | 955,67                                                     |
| 17                                                         | Team dsm-firmenich PostNL                                  | 9102,20                                                    | 9646,63                                                    | 18748,83                                                   | 1658,45                                                    |
| 18                                                         | Cofidis                                                    | 10437,41                                                   | 7889,84                                                    | 18327,25                                                   | 421,58                                                     |
| 19                                                         | Arkéa-B&B Hotels                                           | 7229,00                                                    | 8735,00                                                    | 15964,00                                                   | 2363,25                                                    |
| 20                                                         | Uno-X Mobility                                             | 6569,00                                                    | 8938,67                                                    | 15507,67                                                   | 456,33                                                     |
| 21                                                         | Astana Qazaqstan Team                                      | 7044,44                                                    | 6563,24                                                    | 13607,68                                                   | 1899,99                                                    |
| 22                                                         | TotalEnergies                                              | 5765,00                                                    | 4897,00                                                    | 10662,00                                                   | 2945,68                                                    |

## Classement UCI individuel en fin de saison
| 2   | Remco Evenepoel    | 6072,57 |
| 16  | Tim Merlier        | 2407,00 |
| 24  | Mikel Landa        | 2097,00 |
| 37  | Julian Alaphilippe | 1699,71 |
| 84  | Mauri Vansevenant  | 1055,00 |
| 90  | Ilan Van Wilder    | 997,57  |
| 157 | Paul Magnier       | 636,71  |
| 158 | Luke Lamperti      | 626,00  |
| 186 | Jan Hirt           | 551,00  |
| 227 | Kasper Asgreen     | 420,00  |

| 268  | William Junior Lecerf | 335,00 |
| 315  | Mattia Cattaneo       | 281,57 |
| 341  | Martin Svrček         | 254,71 |
| 368  | Yves Lampaert         | 236,57 |
| 688  | Gil Gelders           | 99,71  |
| 694  | Casper Pedersen       | 98,57  |
| 738  | Warre Vangheluwe      | 88,71  |
| 774  | Louis Vervaeke        | 81,57  |
| 906  | Antoine Huby          | 65,00  |
| 1104 | Josef Černý           | 50,00  |

| 1216 | Pepijn Reinderink  | 43,71 |
| 1326 | Fausto Masnada     | 35,00 |
| 1822 | James Knox         | 19,00 |
| 1841 | Bert Van Lerberghe | 18,00 |
| 2073 | Gianni Moscon      | 13,57 |
| 2721 | Pieter Serry       | 3,00  |
| 2721 | Jordi Warlop       | 3,00  |
| -    | Ayco Bastiaens     | 0,00  |